# Giải thưởng Hồ Chí Minh đợt II
Ngày 1 tháng 9 năm 2000, Chủ tịch nước Trần Đức Lương đã ký quyết định số 392 KT/CTN trao giải thưởng Hồ Chí Minh đợt 2 cho 21 công trình, cụm công trình khoa học công nghệ và 40 cụm tác phẩm thuộc lĩnh vực văn học nghệ thuật, bao gồm:

## Khoa học công nghệ

### Khoa học xã hội (8 giải)
- Giáo sư Đào Duy Anh với các công trình Lịch sử cổ đại Việt Nam (4 tập), Lịch sử Việt Nam từ nguồn gốc đến thế kỷ XIX (2 tập), Việt Nam văn hoá sử cương và Đất nước Việt Nam qua các đời.
- Trần Văn Giáp với công trình Tìm hiểu kho sách Hán Nôm.
- Giáo sư Hoàng Xuân Hãn với cụm công trình Lịch sử và Lịch Việt Nam: 1. Lý Thường Kiệt, 2. La Sơn Phu Tử và 3. Lịch và Lịch Việt Nam.
- Giáo sư Phạm Huy Thông với các công trình nghiên cứu khảo cổ (Con Moong, trống đồng Đông Sơn và 4 bài dẫn luận thời đại Hùng Vương).
- Giáo sư, Nhà giáo Nhân dân Hà Văn Tấn với công trình Theo dấu các văn hoá cổ.
- Giáo sư, Tiến sĩ Nguyễn Văn Huyên với các công trình về văn hóa Việt Nam Sự thờ phụng thần thánh ở nước Nam và Văn minh nước Nam, Góp phần nghiên cứu văn hóa Việt Nam (2 tập).
- Giáo sư, Nhà giáo Nhân dân Nguyễn Tài Cẩn với cụm ba công trình Ngữ pháp và Lịch sử tiếng Việt: Ngữ pháp tiếng Việt – từ ghép, đoản ngữ; Giáo trình lịch sử ngữ âm tiếng Việt và Nguồn gốc và quá trình hình thành cách đọc Hán–Việt.
- Giáo sư Trần Đức Thảo với công trình Tìm cội nguồn của ngôn ngữ và ý thức.

### Khoa học y - dược (4 giải)
- Giáo sư, Thầy thuốc Nhân dân, Anh hùng Lao động Hoàng Thủy Nguyên với công trình nghiên cứu vắc-xin phòng bệnh bại liệt.
- Giáo sư Đặng Văn Chung với Cụm công trình nghiên cứu nội khoa.
- Giáo sư, Thạc sĩ, Nhà giáo Nhân dân Vũ Công Hòe với cụm công trình Đặc điểm tình hình mô hình bệnh tật và tử vong của người Việt Nam qua sinh thiết và tử thiết.
- Giáo sư, Thầy thuốc Nhân dân Phạm Song chủ trì cùng Giáo sư, Thầy thuốc Nhân dân, Thiếu tướng Bùi Đại và nhóm đồng tác giả thuộc Bộ Y tế, Bộ Quốc phòng (Đại tá, Tiến sĩ Trần Cảnh Thạc), Trung tâm khoa học Tự nhiên và Công nghệ Quốc gia và Bộ Công nghiệp với công trình Chiết xuất cây thanh hao hoa vàng dùng để sản xuất thuốc chữa bệnh sốt rét.

### Khoa học tự nhiên và kĩ thuật (2 giải)
- Giáo sư Nguyễn Văn Đạo với công trình Dao động phi tuyến của các hệ động lực.
- Giáo sư, Tiến sĩ Nguyễn Đình Tứ với cụm công trình Nghiên cứu tương tác của các hạt cơ bản và hạt nhân ở năng lượng cao và Phát hiện phản hạt hyperon sigma âm.

### Khoa học nông nghiệp (7 giải)
- Nhóm tác giả: Nguyễn Văn Luật; Bùi Bá Bổng; Bùi Chí Bửu; Nguyễn Văn Loãn; Lê An Ninh; Phạm Văn Ro; Lương Minh Châu; Phạm Sĩ Tân; Dương Văn Chín; Lê Văn Bảnh với công trình Giống lúa và cải tiến kỹ thuật thâm canh lúa ở đồng bằng sông Cửu Long.
- Giáo sư Vũ Tuyên Hoàng với công trình Chọn tạo các giống lúa mới cho một số vùng sinh thái.
- Tiến sĩ Thái Văn Trừng với công trình khoa học Những hệ sinh thái rừng Việt Nam.
- Nhóm tác giả: Nguyễn Thiện; Trần Thế Thông; Lê Thanh Hải; Võ Trọng Hốt; Lê Bá Lịch; Vũ Kính Trực; Trần Đình Miên; Lưu Kỷ; Nguyễn Khánh Quắc; Phạm Hữu Doanh; Đinh Hồng Luận với công trình Nghiên cứu lợn lai có năng suất và chất lượng cao ở Việt Nam.
- Giáo sư, Tiến sĩ Trần Hồng Uy với công trình nghiên cứu tạo giống ngô lai ở Việt Nam.
- Nhóm tác giả: Lê Duy Thước; Cao Liêm; Vũ Cao Thái; Trần Khải; Vũ Ngọc Tuyên; Tôn Thất Chiểu; Đỗ Đình Thuận và các cộng sự với cụm công trình Điều tra, phân loại, lập bản đồ đất Việt Nam tỷ lệ 1/500.000.
- Nhóm tác giả: Trần Mai Thiên; Phạm Mạnh Tưởng; Nguyễn Quốc Ân; Phạm Báu với công trình Nghiên cứu nâng cao chất lượng di truyền của một số loài cá nuôi ở nước ngọt.

## Văn học nghệ thuật

### Văn học (15 giải)
- Bùi Đức Ái (Anh Đức) với các tiểu thuyết Một chuyện chép ở bệnh viện, Hòn Đất và tập truyện, bút ký Bức thư Cà Mau.
- Nguyễn Minh Châu với các tiểu thuyết Dấu chân người lính, Cửa sông, truyện vừa Cỏ lau và tập truyện ngắn Người đàn bà trên chuyến tàu tốc hành.
- Nguyễn Khải với các tiểu thuyết Gặp gỡ cuối năm, Xung đột, Cha và con....
- Nguyễn Bính với các tập thơ Gửi người vợ miền Nam, Đêm sao sáng, Nước giếng thơi, Lỡ bước sang ngang.
- Nguyễn Văn Bổng với các tiểu thuyết Con Trâu, Rừng U Minh, Tiểu thuyết cuộc đời.
- Lưu Trọng Lư với các tập thơ Người con gái sông Ranh, Tiếng thu, Tỏa sáng đôi bờ.
- Nguyễn Quang Sáng (Nguyễn Sáng) với các kịch bản phim Cánh đồng hoang, Mùa gió chướng,tập truyện ngắn Chiếc lược ngà và tiểu thuyết Đất lửa.
- Hoài Thanh với các tác phẩm phê bình: Phê bình tiểu luận (3 tập), Nói chuyện thơ kháng chiến, Thi nhân Việt Nam.
- Nguyễn Thi (Nguyễn Ngọc Tấn) với các tiểu thuyết Người mẹ cầm súng, Ở xã Trung Nghĩa và các tập truyện ngắn Trăng sáng, Đôi bạn.
- Lê Khâm (Phan Tứ) với các tiểu thuyết Trước giờ nổ súng, Gia đình má Bẩy, Mẫn và tôi và tập truyện ngắn Về làng.
- Nông Quốc Chấn với các tập thơ Tiếng ca người Việt Bắc, Đèo gió, Suối và biển, Tuyển tập Nông Quốc Chấn.
- Trần Đình Đắc (Chính Hữu) với các tập thơ Đầu súng trăng treo, Thơ Chính Hữu.
- Hồ Trọng Hiếu (Tú Mỡ) với các tập thơ Dòng nước ngược, Nụ cười kháng chiến, Ông và cháu.
- Hà Nghệ (Hà Xuân Trường)	với các các tác phẩm lý luận: Đường lối văn nghệ của Đảng – Vũ khí – Trí tuệ - Ánh sáng, Sự nghiệp văn hóa văn nghệ dưới ánh sáng Đại hội Đảng V, Trên một chặng đường, Văn học – Cuộc sống – Thời đại.
- Nguyễn Đức Từ Chi với các các tác phẩm: Cơ cấu tổ chức của Làng Việt cổ truyền ở Bắc Bộ, Hoa văn Mường, Hoa văn các dân tộc Gia Lai - Ba Na, Người Mường ở Hòa Bình.

### Mỹ thuật (10 giải)
- Nguyễn Tiến Chung với các tác phẩm tranh lụa, tranh khắc gỗ màu, tranh sơn dầu: Được mùa (1958), Mùa gặt (1962), Chợ Nhông (1958), Hợp tác xã Tây Hồ, Phong cảnh Sài Sơn (1970), Nữ dân quân trao đổi kinh nghiệm bắn máy bay (1971).
- Huỳnh Văn Gấm với các tác phẩm tranh Trái tim và nòng súng, Cô Liên, Ngày chủ nhật, Thừa thắng xông lên.
- Dương Bích Liên với các tác phẩm tranh Bác hồ đi công tác, Chiều vàng, Mùa gặt, Hành quân đêm.
- Hoàng Tích Chù với các tác phẩm tranh sơn mài: Tổ đội công (1958), Bác Hồ trồng cây với thiếu nhi (1971), Mùa gặt, Đêm hậu cứ'.
- Nguyễn Văn Tỵ với các tác phẩm tranh sơn mài: Nhà tranh gốc mít (1958), Du kích Bắc Sơn (1958), Bắc Nam thống nhất (1961).
- Nguyễn Hải với các tác phẩm tượng Nguyễn Văn Trỗi, Gióng, Chiến Thắng Điện Biên Phủ, Mùa xuân chiến thắng, Đài tưởng niệm Hòa Bình, Thủ Khoa Huân.
- Nguyễn Khang với các tác phẩm tranh sơn mài: Đánh cá đêm trăng, Hòa bình và hữu nghị, Hành quân qua suối, Gia đình mục đồn.
- Nguyễn Sỹ Ngọc với các tác phẩm tranh sơn mài: Tình quân dân (1949, Đổi ca (1962), Chiến dịch Điện Biên Phủ (1980), Một ngày mới lại bắt đầu (1982).
- Nguyễn Thị Kim với các tác phẩm tượng, phù điêu: Chân dung Bác Hồ, Hạnh Phúc, Chân dung cháu gái, Nữ du kích, 11 cô gái tự vệ thành phố Huế.
- Lê Quốc Lộc với các tác phẩm tranh sơn mài: Qua bản cũ (1957), Ánh sáng đến (1957), Tiêu thổ kháng chiến (1958), Giữ lấy hòa bình (1962), Từ trong bóng tối (1982).

### Nhiếp ảnh (1 giải)
- Đinh Đăng Định với Bộ ảnh về Chủ tịch Hồ Chí Minh.

### Sân khấu (3 giải)
- Nghệ sĩ Nhân dân Thế Lữ với các vở kịch Đề thám, Cụ đạo sư ông.
- Đạo diễn Lộng Chương với các vở hài kịch Quẫn, A Nàng.
- Lưu Quang Vũ với các vở kịch Tôi và chúng ta, Lời thề thứ 9.

### Âm nhạc (9 giải)
- Huy Du với các ca khúc Bế Văn Đàn sống mãi, Đường chúng ta đi, Anh vẫn hành quân, Cùng anh tiến quân trên đường dài, Nổi lửa lên em.
- Xuân Hồng với các ca khúc Xuân chiến khu, Bài ca may áo, Tiếng chày trên sóc Bom Bo, Mùa xuân trên Thành phố Hồ Chí Minh, Người mẹ của tôi.
- Phan Huỳnh Điểu với các ca khúc Đoàn vệ quốc quân, Tình trong lá thiếp, Những ánh sao đêm, Bóng cây Kơ-nia, Thuyền và biển.
- Nguyễn Văn Tý với các ca khúc Mẹ yêu con, Vượt trùng dương, Bài ca năm tấn, Tấm áo mẹ vá năm xưa, Một khúc tâm tình của người Hà Tĩnh, Dáng đứng Bến Tre.
- Đại tá, Nghệ sĩ Ưu tú Nguyễn Đức Toàn với các ca khúc Quê em, Biết ơn chị Võ Thị Sáu, Đào công sự, Nguyễn Viết Xuân cả nước yêu thương, Tình em biển cả, Chiều trên bến cảng.
- Hoàng Vân với các ca khúc Hò kéo pháo, Quảng Bình quê ta ơi, Tôi là người thợ lò, Hai chị em, Hà Nội – Huế - Sài Gòn và vở vũ kịch Chị Sứ.
- Giáo sư, Nghệ sĩ Nhân dân Nguyễn Văn Thương với các ca khúc Đêm đông, Bình Trị Thiên khói lửa, Bài ca trong hang đá; các tác phẩm khí nhạc: Giao hưởng thơ Đồng khởi, Trở về đất mẹ, Vũ khúc Tây Nguyên; kịch múa Tấm Cám, Múa ô.
- Hoàng Hiệp với các ca khúc Câu hò bên bờ Hiền Lương, Cô gái vót chông, Ngọn đèn đứng gác, Trường Sơn đông – Trường Sơn tây, Viếng lăng Bác, Nhớ về Hà Nội
- Trần Hoàn với các ca khúc Lời ru trên nương, Một mùa xuân nho nhỏ, Giữa Mạc Tư Khoa nghe câu hò vi dặm, Lời Bác dặn trước lúc đi xa, Thăm bến Nhà Rồng.

### Múa (2 giải)
- Tập thể lớp biên đạo múa Cục Tuyên huấn, Tổng cục Chính trị cho kịch múa Ngọn lửa Nghệ Tĩnh.
- Tập thể Nhà hát Ca múa nhạc Việt Nam cho kịch múa Tấm Cám.

Trong đợt này các lĩnh vực Điện ảnh, Kiến trúc, Văn nghệ dân gian đều không có giải.